# Sartaq Khan
Sartaq Khan, auch als Sartaq der Christ bekannt (mongolisch ᠰᠠᠷᠲᠠᠭ; † 1257) wurde 1255 nach dem Tode seines Vaters Batu der Khan der Blauen- bzw. Goldenen Horde.
Er galt als Freund des (nestorianischen) Christentums und fungierte um 1248–1251 bereits einige Zeit als Stellvertreter seines Vaters, als dieser – mit der Thronfolgefrage beschäftigt – im Ili-Gebiet weilte. Es waren seine Truppenführer, die 1252 Alexander Newski gegen seinen Bruder Andrej als Großfürst einsetzten. Sartaq Khan starb nach armenischen Quellen bei seiner Rückkehr aus Karakorum 1257 an einem „Magenleiden“ oder wurde schlichtweg ermordet. Dahinter steckten wahrscheinlich seine Onkel Berke Khan und Berkejar, zwei Muslime, wobei Berke binnen kurzer Zeit sein Nachfolger wurde.